# Ametiszt (keresztnév)
Az Ametiszt női név az ametiszt féldrágakő görög eredetű latin nevéből (amethystus ill. améthüsztosz) származik, jelentése: nem részeg. Az ókori és középkori hiedelem szerint ugyanis ez a kő megóv a részegségtől.

## Gyakorisága
Az újszülötteknek adott nevek körében az 1990-es években szórványosan fordult elő. A 2000-es és a 2010-es években sem szerepelt a 100 leggyakrabban adott női név között.
A teljes népességre vonatkozóan az Ametiszt sem a 2000-es, sem a 2010-es években nem szerepelt a 100 leggyakrabban viselt női név között.

## Névnapok
október 26.

## Híres Ametisztek

### Egyéb Ametisztek
- ametiszt, féldrágakő
- Amethystium, zenei projekt
- ametiszt piton, kígyó